# 밀양 표충사 고승진영 및 팔상도
밀양 표충사 고승진영 및 팔상도(密陽 表忠寺 高僧眞影 및 八相圖)는 대한민국 경상남도 밀양시 단장면, 표충사 경내의 유물관과 사당에 일괄로 지정되어 전시되고 있는 초상화 25폭과 팔상도 1폭이다.
1990년 1월 16일 경상남도의 유형문화재 제268호 밀양 표충사 영정 및 탱화로 지정되었다가, 2018년 12월 20일 현재의 명칭으로 변경되었다.

## 개요
표충사 경내의 유물관과 사당에 일괄로 지정되어 전시되고 있는 초상화 25폭과 탱화 1폭이다. 탱화란 천이나 종이에 그림을 그려 액자나 족자 형태로 만들어 걸어두는 불화를 말하며, 일반적으로 절의 대웅전 안에 모시는 불상의 뒤쪽에 자리한다.

## 초상화
초상화는 사명대사와 서산대사 등 25분의 상으로, 모두 거의 불화의 기법에 가까우며 비단 바탕에 채색하였고 식물성 천연고무 재질의 당채를 사용하였는데, 보존상태가 양호하다.

## 필상도
팔상전에 보존되어 있는 팔상도 1폭은 석가모니의 생애를 여덟 가지로 나누어 표현한 그림으로, 비단 바탕에 채색하였으며, 크기는 가로 176cm, 세로 198cm이다. 임진왜란 당시 사명대사가 이 그림을 가지고 다녔다고 전하고 있으나, 지금의 탱화와는 제작연대가 맞지 않으므로, 당시의 그림을 영조 14년(1738)에 다시 옮겨 그린 것으로 추정된다.

## 같이 보기
- 표충사

## 참고 자료
- 표충사영정및탱화 - 국가유산청 국가유산포털